# Вишња Косовић
Вишња Косовић (Брезје, БиХ, 1958) књижевница и професор је филозофије, психологије, логике и етике.
Рођена је 1958. године у Брезју, БиХ. Од 1984. године живи и ради у Херцег Новом. Основну школу је завршила у Шибошници, а гимназију у Брчком. У Београду је завршила Филозофски факултет, а у Загребу постдипломске студије.

## Дела
Објавила је књиге поезије:
- Догорјева свијећа над Брезјем
- Небокруг
- Бокешки видокруг
- Капија за нову реч

Књиге афоризама:
- Линија често прецрта човјека,
- Лик и споменик,
- Ријеч о ћутњи;

Филозофско-научни есеј:
- Теорија силе у филозофији Руђера Бошковића[2]

## Награде
- Награда „Милан Лалић”, 1996.
- Сребрно галебово перо, 2004.
- Награда „Кочићево перо”, 2005.
- Унирексова награда „Душан Костић”, за најбољу збирку поезије, 2013.
- Видовданска повеља, за најбољи есеј, 2014.[3]
- Награда „Марко Миљанов”, за књигу Тражим име, 2021.